# Кубок мира по горному бегу 1989

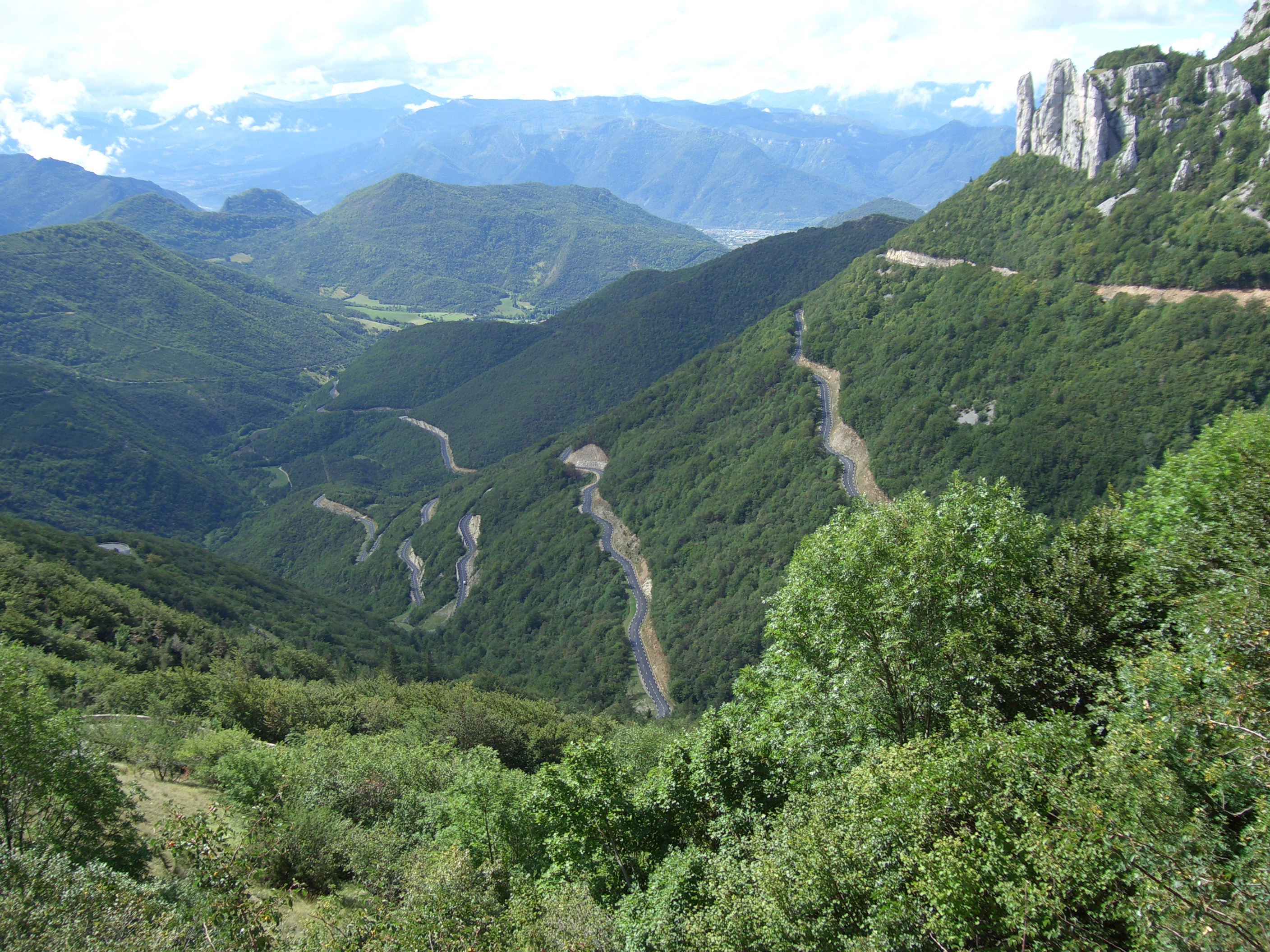
Коль-де-Руссе

5-й Кубок мира по горному бегу прошёл 16 и 17 сентября 1989 года в городе Ди и деревне Шатийон-ан-Диуа, департамент Дром (Франция). Разыгрывались 9 комплектов наград: по четыре в индивидуальном и командном первенствах (мужчины на короткой и длинной дистанции, женщины и юниоры до 20 лет), а также в общем зачёте по итогам трёх мужских забегов. Среди юниоров могли выступать спортсмены 1970 года рождения и моложе.
Соревнования прошли в историко-культурном регионе Диуа во Французских Предальпах. Старт и финиш трассы с профилем «вверх-вниз» находился в деревне Шатийон-ан-Диуа, а сама она проходила по окрестным холмам, покрытым лесом. Мужская трасса с профилем «вверх» брала начало в городе Ди и заканчивалась на горнолыжном курорте на перевале Коль-де-Руссе. Общий набор высоты составлял 1130 метров; дистанция также имела два спуска в середине и конце, суммарно около 200 метров.
Забеги прошли в солнечную и жаркую погоду (+34 градуса). В первый день они начинались в середине дня в 14:30 (юниоры), 15:45 (женщины) и 17:00 (мужчины). Кроме того, на участках трассы, проложенных по улицам Шатийон-ан-Диуа, отмечалась духота. Все эти факторы серьёзно повлияли на результаты соревнований и здоровье участников. После трёх забегов пять бегунов были госпитализированы с симптомами теплового удара, обезвоживания и истощения организма. Благодаря хорошей организации медицинской помощи несчастных случаев удалось избежать.
На старт вышли 208 бегунов (112 мужчин, 53 женщины и 43 юниора) из 21 страны мира. Каждая страна могла выставить до 4 человек в каждый из забегов. Сильнейшие в командном первенстве определялись по сумме мест трёх лучших участников. По сумме командных результатов у мужчин и юниоров выявлялись призёры общего зачёта.
Помимо основной программы в Ди был проведён открытый забег среди всех желающих бегунов на длинной дистанции Кубка мира. Старт прошёл ранним утром 17 сентября и собрал 400 участников из нескольких стран.
В юниорском забеге уверенную победу одержал итальянец Андреа Агостини. Серебряная медаль должна была достаться англичанину Джеффу Холлу, однако за 400 метров до финиша он потерял сознание от жары и не смог закончить дистанцию.
Фабиола Руэда из Колумбии не смогла завоевать третий подряд чемпионский титул среди женщин. В этот раз она осталась второй, проиграв полминуты француженке Изабель Гийо. Эта золотая медаль стала первой для Франции в истории Кубков мира по горному бегу. Третье место заняла Мануэла Ди Чента из Италии — призёр этапов Кубка мира по лыжным гонкам и участница двух зимних Олимпийских игр (1984, 1988).
Фаусто Бонци спустя два года вернул себе звание чемпиона в мужском забеге на короткую дистанцию. Тройка лидеров в этом виде (Бонци, Колин Доннелли и Мартин Май) определилась к середине дистанции и больше не изменилась до самого финиша.
На длинной дистанции среди мужчин вне конкуренции был Хайро Корреа, дебютант Кубка мира из Колумбии. Его преимущество над ближайшим преследователем составило 1 минуту 40 секунд.

## Призёры
Курсивом выделены участники, чей результат не пошёл в зачёт команды.

### Мужчины
| Дисциплина                                   | Золото | Золото   | Серебро | Серебро  | Бронза | Бронза    |
| -------------------------------------------- | --- | -------- | --- | -------- | --- | --------- |
| 10,04 км перепад высот: +695 м −695 м        | Фаусто Бонци Италия | 46.00    | Колин Доннелли Шотландия | 47.20    | Мартин Май Швейцария | 47.59     |
| 10,04 км (команды)                           | Италия · Фаусто Бонци · Клаудио Галеацци · Лучо Фрегона · Джанни Велло | 10 очков | Швейцария · Мартин Май · Рюди Бухер · Франц Непфлин | 27 очков | Шотландия · Колин Доннелли · Брайан Поттс · Джон Уилкинсон · Иен Дэвидсон | 29 очков  |
| 16,38 км перепад высот: +1130 м −213 м       | Хайро Корреа Колумбия | 1:11.37  | Константино Бертолла Италия | 1:13.17  | Луиджи Бортолуцци Италия | 1:14.06   |
| 16,38 км (команды)                           | Италия · Константино Бертолла · Луиджи Бортолуцци · Фабио Чапони | 12 очков | Швейцария · Урс Ханхарт · Марк Бовьер · Георг Лишер | 33 очка  | Франция · Жан-Поль Пайе · Азиз Них · Эме Арно · Абдель Геррасельгум | 35 очков  |
| Юниоры 7,742 км перепад высот: +460 м −460 м | Андреа Агостини Италия | 34.25    | Мартин Шёпфер Швейцария | 35.39    | Ивани Парагони Италия | 35.56     |
| Юниоры 7,742 км (команды)                    | Швейцария · Мартин Шёпфер · Джованни Галло · Урс Фенк · Рето Зуттер | 11 очков | Италия · Андреа Агостини · Ивани Парагони · Альфио Ровелли · Орландо Дзаппелла                                                                          | 12 очков | Англия · Джерард Кьюдахи · Гэвин Бланд · Стивен Брукс | 25 очков  |
| Общий зачёт (мужчины+юниоры)                 | Италия · Фаусто Бонци · Клаудио Галеацци · Лучо Фрегона · Константино Бертолла · Луиджи Бортолуцци · Фабио Чапони · Андреа Агостини · Ивани Парагони · Альфио Ровелли · Джанни Велло · Орландо Дзаппелла | 34 очка  | Швейцария · Мартин Май · Рюди Бухер · Франц Непфлин · Урс Ханхарт · Марк Бовьер · Георг Лишер · Мартин Шёпфер · Джованни Галло · Урс Фенк · Рето Зуттер | 71 очко  | Франция · Антуан Галего · Тьерри Икар · Флоран Мишалон · Жан-Поль Пайе · Азиз Них · Эме Арно · Лионель Камбон · Патрис Бюссере · Марк Суке · Абдель Геррасельгум · Жером Юртес | 138 очков |

### Женщины
| Дисциплина                            | Золото                                                                               | Золото  | Серебро                                                             | Серебро | Бронза                                                                      | Бронза   |
| ------------------------------------- | ------------------------------------------------------------------------------------ | ------- | ------------------------------------------------------------------- | ------- | --------------------------------------------------------------------------- | -------- |
| 7,742 км перепад высот: +460 м −460 м | Изабель Гийо Франция                                                                 | 38.24   | Фабиола Руэда Колумбия                                              | 38.55   | Мануэла Ди Чента Италия                                                     | 39.04    |
| 7,742 км (команды)                    | Италия · Мануэла Ди Чента · Мария Коккетти · Джулиана Саварис · Мария Грация Роберти | 21 очко | Англия · Сара Роуэлл · Ивонн Макгрегор · Джанет Дарби · Клэр Крофтс | 22 очка | Франция · Изабель Гийо · Мари-Кристин Фор · Патрисия Романи · Доминик Дюшен | 25 очков |

## Медальный зачёт
Медали завоевали представители 6 стран-участниц.
 Принимающая страна
| Место | Страна    | Золото | Серебро | Бронза | Всего |
| ----- | --------- | ------ | ------- | ------ | ----- |
| 1     | Италия    | 6      | 2       | 3      | 11    |
| 2     | Швейцария | 1      | 4       | 1      | 6     |
| 3     | Колумбия  | 1      | 1       | 0      | 2     |
| 4     | Франция   | 1      | 0       | 3      | 4     |
| 5     | Англия    | 0      | 1       | 1      | 2     |
| 5     | Шотландия | 0      | 1       | 1      | 2     |
| Всего | Всего     | 9      | 9       | 9      | 27    |